# 西利維爾 (印第安納州)
西利維爾（英語：Seelyville）是一個位於美國印地安納州維哥縣的城鎮。

## 人口
根據2010年美國人口普查的數據，西利維爾的面積為2.35平方千米，當中陸地面積為2.30平方千米，而水域面積為0.05平方千米。當地共有人口1029人，而人口密度為每平方千米438人。